# 対馬市立仁田小学校
対馬市立仁田小学校（つしましりつ にたしょうがっこう, Tsushima City Nita Elementary School）は長崎県対馬市上県町樫滝にある公立小学校。

## 概要
歴史
1874年（明治7年）に開校した「第五大学区第四中学区樫滝小学校」を前身とする。2009年（平成21年）に創立135周年を迎えた。
校章
旧対馬藩宗家の家紋にちなみ、五七桐の絵を背景にして、中央に校名の「仁」の文字を置いている。
校歌
作詞は仁田小学校職員、作曲は長嶋曙光による。歌詞は3番まであり、2番に校名の「仁田（川）」が登場する。各番とも「わが母校」で終わる。
校区
住所表記で対馬市上県町の後に「御園（みそ）、犬ヶ浦（いぬがうら）、樫滝（かしたき）、瀬田（せた）、飼所（かいどころ）、越ノ坂、越高（こしたか）、伊奈（いな）、志多留（したる）、田ノ浜（たのはま）」の続く地域。中学校区は対馬市立仁田中学校。

## 沿革
- 1874年（明治7年）6月1日（文部省による正式な認可日） - 樫滝村に「第五大学区第四中学区樫滝小学校」が開校。
  - 当初士族の俵治蔵が教授にあたる。
- 1875年（明治8年）- 「仁田学区下等仁田小学校」に改称。樫滝村の福昌寺で授業を行う。
- 1876年（明治9年）- 瀬田の円明寺に教場を移転。
- 1878年（明治11年）- 字エイタに新校舎が完成し移転。
- 1884年（明治17年）- 「仁田学区公立中等仁田小学校」に改称。
- 1887年（明治20年）- 前年の小学校令により、尋常科4年を設置し、「尋常仁田小学校」に改称。
- 1893年（明治26年）- 「仁田尋常小学校」に改称。（校名で「尋常」の位置が変わる）
- 1898年（明治31年）- 高等科（2ヶ年）を設置し、「仁田尋常高等小学校」に改称（尋常科4年、高等科2年）。
- 1908年（明治41年）- 高等科を廃止し、再び校名を「仁田尋常小学校」とする[4]（尋常科6年、高等科なし）。
- 1914年（大正3年）- 高等科（3ヶ年）を設置し、再び「仁田尋常高等小学校」となる（尋常科6年、高等科3年）。
- 1918年（大正7年）5月 - 仁田農業補習学校を併置（後に青年訓練認定仁田農業補習学校となる）。
- 1920年（大正9年）- 御園（みそ）と目保呂（めほろ）に尋常科分教場（1年～6年）を設置。
- 1924年（大正13年）
  - この年 - 高等科を2ヶ年とする。
  - 12月 - 火事で校舎を消失。新校舎完成までの間、午前・午後で二部授業を行う。
- 1927年（昭和2年）- 御園分教場を廃止[5]。
- 1930年（昭和5年）- 校舎（6教室）が完成。
- 1935年（昭和10年）4月1日 - 青年学校令により、併置の青年訓練認定仁田農業補習学校が仁田青年学校に改称。
- 1941年（昭和16年）4月1日 - 国民学校令により、「仁田村立仁田国民学校」に改称。尋常科を初等科に改称（初等科6年、高等科2年）。
- 1947年（昭和22年）4月1日 - 学制改革（六・三制の実施）
  - 旧・仁田国民学校の初等科を改組し、「仁田村立仁田小学校」とする。
  - 旧・仁田国民学校の高等科および旧・青年学校を改組し、仁田村立仁田中学校（新制中学校）とし、小学校に併設する。
- 1955年（昭和30年）4月15日 - 佐須奈村と仁田村が合併し、上県町が発足したことにより、「上県町立仁田小学校」に改称。
- 1957年（昭和32年）- 火事により小学校校舎が全焼。
- 1962年（昭和37年）- 校旗を制定。
- 1970年（昭和45年）- 完全給食を開始。
- 1975年（昭和50年）- 小学校創立100周年記念式典を挙行。
- 1984年（昭和59年）9月1日 - 上県町立仁田中学校の移転（樫滝702番地）に伴い、併設を解消し独立。
- 1992年（平成4年）- 新校舎（現校舎）が完成。
- 1993年（平成5年）- 体育館・ランチルーム・運動場が完成。
- 1998年（平成10年）- ジュニアソフトボールチームが全国大会に出場。
- 1999年（平成11年）- パソコンを設置。
- 2002年（平成14年）4月1日 - 上県町立伊奈小学校を統合。
- 2004年（平成16年）3月1日 - 市町村合併により、「対馬市立仁田小学校」（現校名）に改称。

## 交通アクセス
最寄りのバス停
- 対馬交通 「仁田」バス停

最寄りの道路
- 国道382号
- 長崎県道56号上県小鹿港線

## 周辺
- 仁田郵便局
- 市民プール
- 仁田川

## 同名の小学校
- 長崎市立仁田小学校

## 参考資料
- 「上県町史」（2004年（平成16年）2月23日, 上県町）p.1033～p.1038 - 市町村合併により対馬市が発足する直前に閉町記念として発行された。